# Eugen Meier
Eugen Meier (ur. 30 kwietnia 1930 w Szafuzie, zm. 26 marca 2002) – piłkarz szwajcarski grający na pozycji pomocnika. W swojej karierze rozegrał 42 mecze w reprezentacji Szwajcarii i strzelił w nich 3 gole.

## Kariera klubowa
Swoją karierę piłkarską Meier rozpoczął w klubie FC Schaffhausen. W sezonie 1946/1947 zadebiutował w nim w drugiej lidze szwajcarskiej. W Schaffhausen grał do końca sezonu 1950/1951.
Latem 1951 Meier przeszedł do BSC Young Boys. W klubie z Berna występował do końca sezonu 1964/1965. Wraz z Young Boys czterokrotnie wywalczył tytuł mistrza Szwajcarii w sezonach 1956/1957, 1957/1958, 1958/1959 i 1959/1960. Zdobył też dwa Puchary Szwajcarii w sezonach 1952/1953 i 1957/1958.
W 1965 roku Meier odszedł do FC Bern 1894, w którym w 1967 roku zakończył karierę.

## Kariera reprezentacyjna
W reprezentacji Szwajcarii Meier zadebiutował 25 maja 1953 w przegranym 1:2 towarzyskim meczu z Turcją, rozegranym w Bernie. W debiucie zdobył gola. W 1954 roku był w kadrze Szwajcarii na mistrzostwa świata. Rozegrał na nich dwa mecze: z Włochami (2:1) i z Anglią (0:2).
W 1962 roku Meier został powołany do kadry Szwajcarii na mistrzostwa świata w Chile. Na nich wystąpił w jednym spotkaniu, z Włochami (0:3). W kadrze narodowej od 1953 do 1962 roku rozegrał 42 mecze i strzelił w nich 3 gole.